# Panellus violaceofulvus
Panellus violaceofulvus är en svampart som först beskrevs av August Johann Georg Karl Batsch, och fick sitt nu gällande namn av Rolf Singer 1936. Enligt Catalogue of Life ingår Panellus violaceofulvus i släktet Panellus,  och familjen Mycenaceae, men enligt Dyntaxa är tillhörigheten istället släktet Panellus,  och familjen Favolaschiaceae. Artens status i Sverige är: Ej påträffad. Inga underarter finns listade i Catalogue of Life.

## Källor

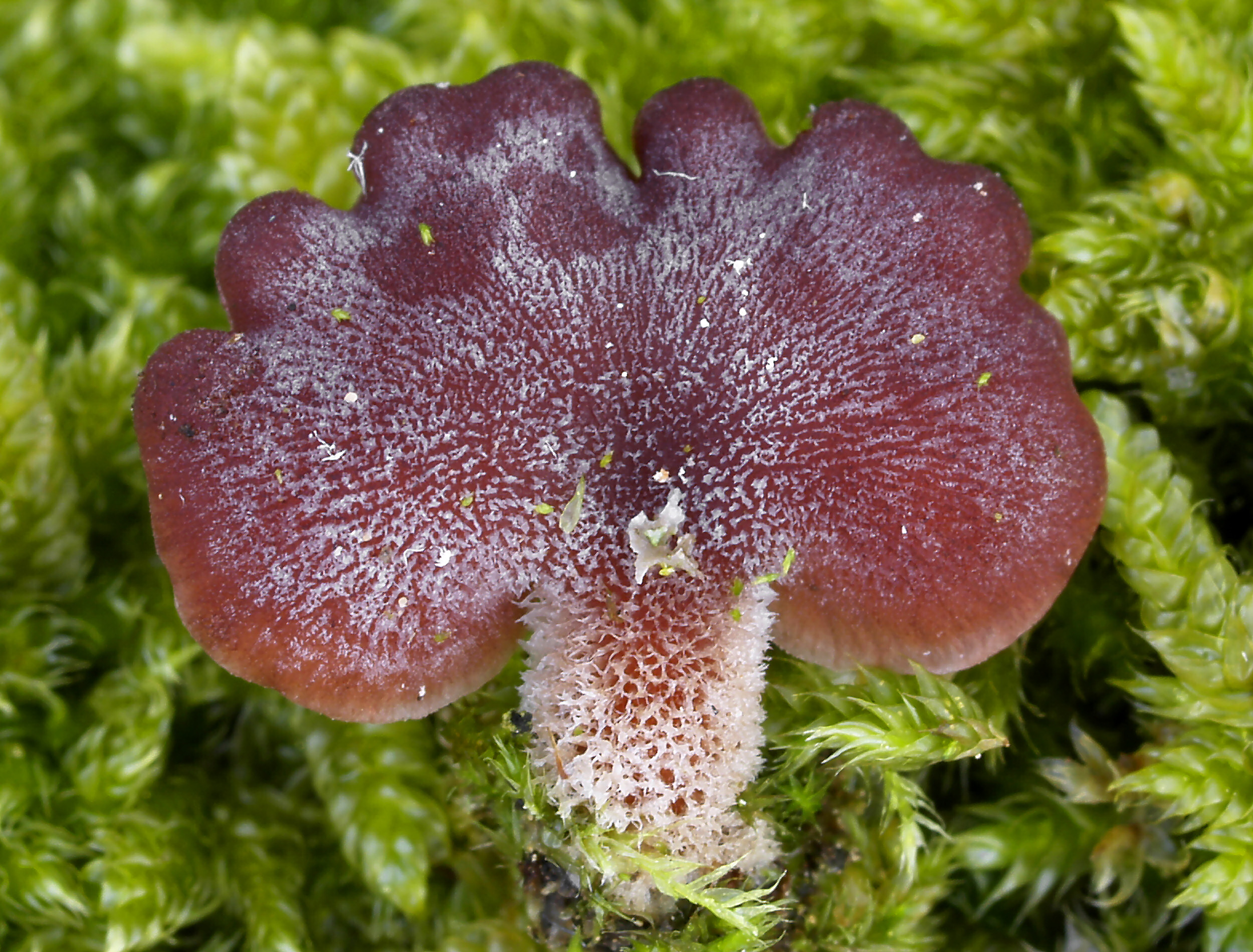